# Bilinka
Bilinka je malá vesnice, část městyse Bernartice v okrese Písek v Jihočeském kraji. Nachází se asi 1,5 kilometru jižně od Bernartic. Prochází zde silnice II/105. Bilinka je také název katastrálního území o rozloze 3,14 km². V katastrálním území Bilinka leží i Dvůr Leveč.

## Historie
První písemná zmínka o vesnici pochází z roku 1379.

## Obyvatelstvo
| Rok            | 1869 | 1880 | 1890 | 1900 | 1910 | 1921 | 1930 | 1950 | 1961 | 1970 | 1980 | 1991 | 2001 | 2011 | 2021 |
| -------------- | ---- | ---- | ---- | ---- | ---- | ---- | ---- | ---- | ---- | ---- | ---- | ---- | ---- | ---- | ---- |
| Počet obyvatel | 160  | 177  | 153  | 159  | 157  | 156  | 130  | 84   | 50   | 46   | 36   | 37   | 32   | 32   | 36   |
| Počet domů     | 20   | 23   | 23   | 23   | 23   | 22   | 25   | 23   | 15   | 15   | 13   | 10   | 18   | 22   | 21   |

## Obecní správa
Při sčítání lidu v letech 1850–1909 Bilinka byla osadou obce Křenovice v okrese Písek. V letech 1910–1959 byla samostatnou obcí, se kterým patřila nejprve do okresu Písek, ale v roce 1950 v okrese Milevsko. Od roku 1960 je částí městyse Bernartice v okrese Písek.

## Pamětihodnosti
- Kaple ve vesnici je zasvěcena svatému Janu Nepomuckému. Nachází se na návsi a je z první poloviny 19. století.[9] Kaple je vedená v Seznamu kulturních památek v okrese Písek.
- Za vesnicí ve směru na Svatkovice se nalézá kovový kříž na kamenném podstavci.[10]

## Galerie

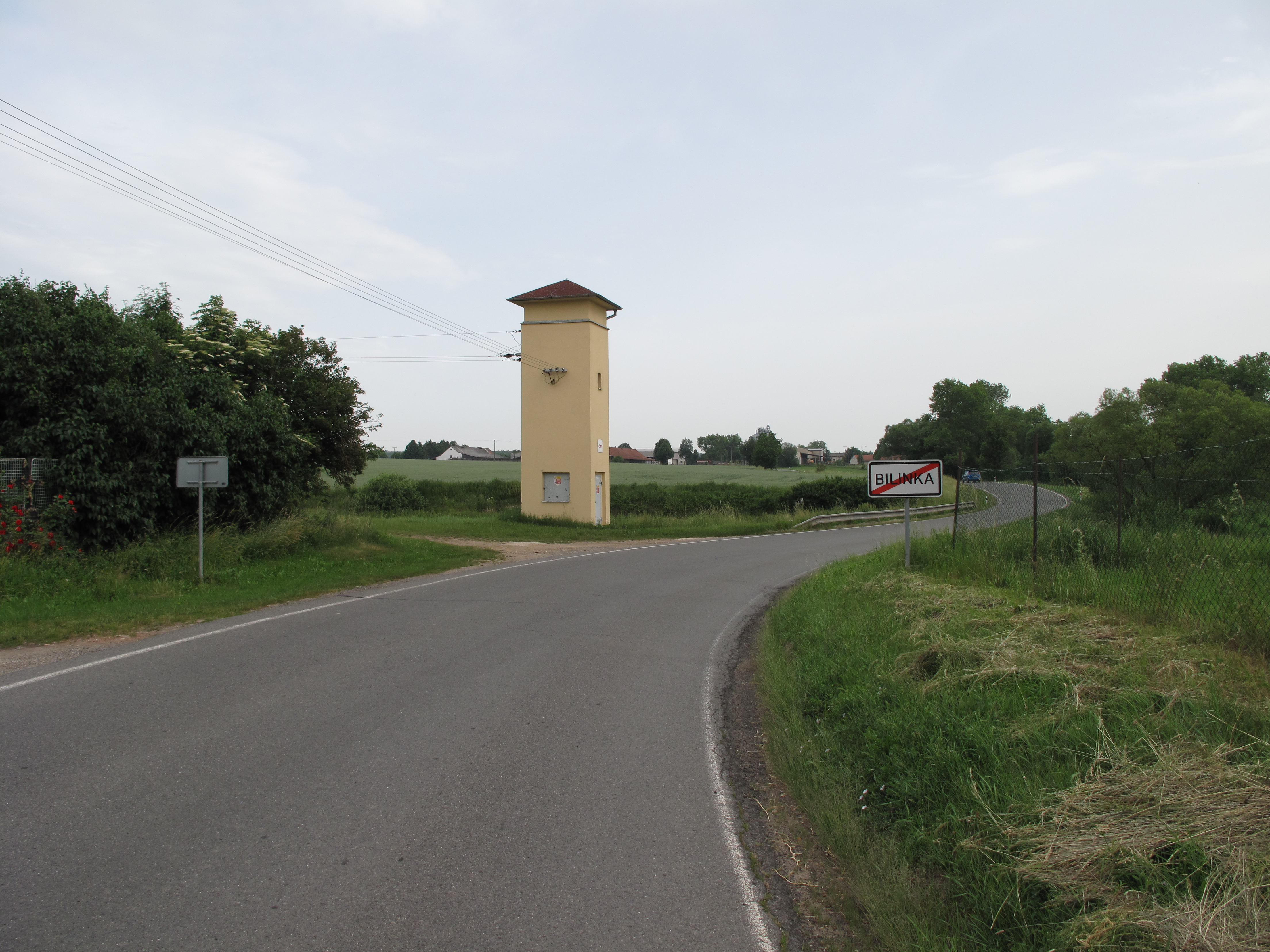
Trafostanice
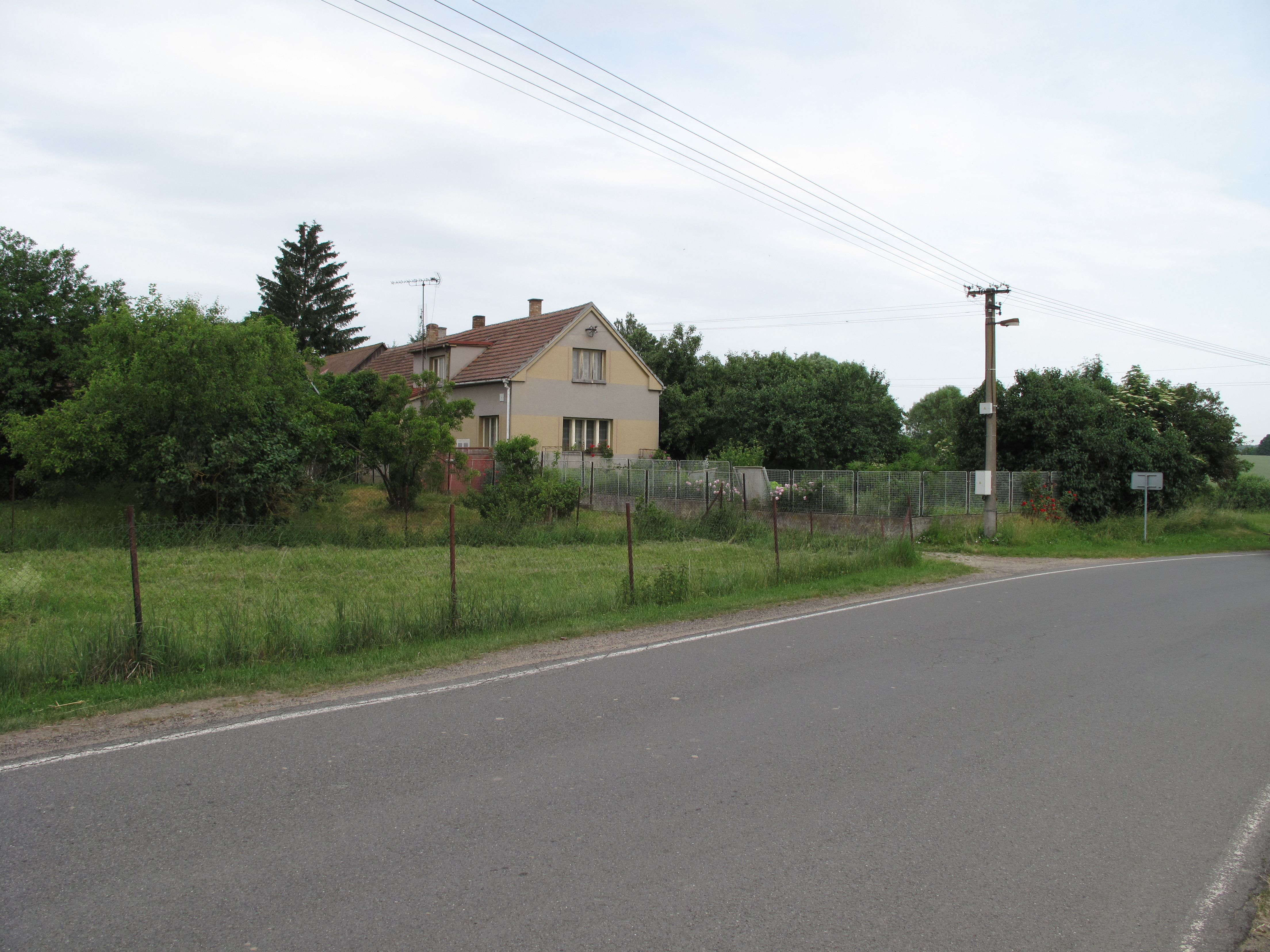
Dům
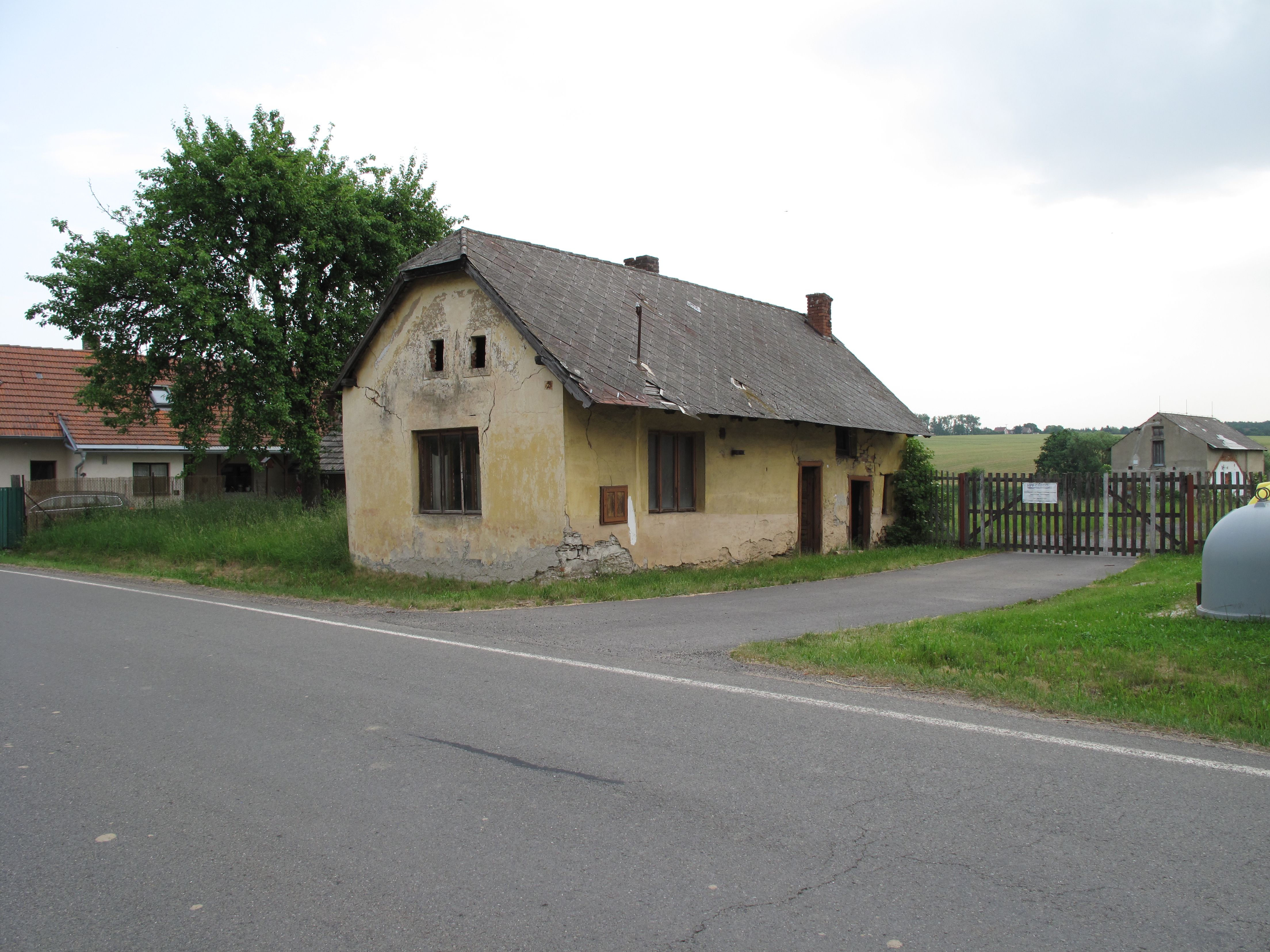
Dům u cesty